# دارت (لغة برمجة)
دارت (بالإنجليزية: Dart) هي لغة برمجة مصممة لتطوير تطبيقات الويب وتطبيقات الاندرويد والios، من تطوير شركة جوجل والتي تستهدف فيها مطوري الويب وتطبيقات الهاتف. أحد أهداف اللغة بأن تعمل على جميع متصفحات الويب المتقدمة والأجهزة المحمولة وصولاً إلى خوادم الويب.ما يميز اللغة هو إمكانية كتابة برنامج ونشره على أجهزة أندرويد وآيفون دون إعادة كتابة التطبيق بلغة أخرى.

## السبب وراء اللغة الجديدة
الهدف من إنشاء لغة البرمجة دارت يكمن في المشاكل التي تواجهها لغة جافا سكريبت والتي يصعب حلها مثل أداء البرنامج والحماية من خطر البرمجة عبر المواقع.

## أمثلة
برنامج أهلا بالعالم التقليدي مكتوبا بلغة دارت:
```
main
()
 
{

  
print
(
'
Hello
 
World
!
'
);

}

```

مثال آخر على متتالية فيبوناتشي
```
int
 
fib
(
int
 
n
)
 
{

 
,,,
huiyhàà
 
((
è
-
àçà_
=
à__
==
)
çàjnjç__çà_çà_
 
uç_àuçà
 
çàè_

  
if
 
(
n
 
<=
 
1
)
 
return
 
n
;

  
return
 
fib
(
n
 
-
 
1
)
 
+
 
fib
(
n
 
-
 
2
);

}
 

main
()
 
{

05467
8
 
print
(
'
fib
(
20
)
 
=
 
$
{
fib
(
20
)}
'
);

}
èèé
&
"'hgbné "
'
b
 
"çà_à²éç_"
'
èyèuyeazr
 
ioyhe
&
uiyh
 
oooo
"&r

```

## مميزات لغة دارت
- لغة سهلة التعلم.
- لغة مرنة ومفتوحة المصدر.
- لغة متعددة المنصات مدعومة من شركة جوجل.
- لغة برمجة لاى مبرمج سواء كنت مطور تطبيقات جوال أو مطور ويب أو مطور تطبيقات ديسكتوب فاللغة مفيدة.
- لغة دارت يوجد أمر واحد يعطيك نتيجة خاطئة وهو الامر الخاطئ ذاته.
- أدوات دارت يمكنها أن تعبر عن نوعين من المشاكل، الإنذارات والأخطاء.
- قدرة لغة دارت على استنتاج أنواع الكتابة المتبعة.
- تدعم دارت نوع الكتابة أو البرمجة العامة والشاملة.
- يمكنك من خلال لغة دارت تطوير تطبيقات تعمل على الويب.
- لغة دارت لا تحتاج منك تعلم أي لغة مسبقا من أجل احترافها.
- لغة دارت تمكنك من العمل على تطبيقات الأندرويد والآي أو إس بنفس الكود.
- لغة دارت تمتلك واحدة من أقوى وأذكى محررات البرمجة بدعم وتصحيح الأخطاء.